# Katsunari Takayama
Katsunari Takayama (jap. 高山 勝成, Takayama Katsunari; * 12. Mai 1983 in Osaka) ist ein japanischer Profiboxer. Er ist ehemaliger Weltmeister der WBO und WBC sowie zweifacher Weltmeister der IBF im Strohgewicht und aktueller WBO-Weltmeister dieser Gewichtsklasse.

## Profikarriere
Im Alter von 17 Jahren gab Takayama bereits erfolgreich sein Debüt bei den Profis. Seine erste Pleite musste er im Jahre 2003 gegen Masato Hatakeyama einstecken, als es um den Gürtel des Japanischen Meisters ging. Am 4. April 2005 errang er gegen den Mexikaner Isaac Bustos mit einem einstimmigen Punktsieg den Weltmeistertitel der WBC. Noch im selben Jahr verlor er den Gürtel allerdings an Eagle Den Junlaphan durch knapper Punktentscheidung.
Gegen Carlos Melo gewann er 2006 den Interimstitel der WBA. 2007 trat er gegen Yutaka Niida um den Weltmeistertitel der WBA an und musste sich über 12 Runden nach Punkten geschlagen geben. 2009 boxte er erneut um die WBA-Weltmeisterschaft und scheiterte abermals nach Punkten. Diesmal hieß der Gegner Roman Gonzalez. 2011 trat er gegen den ungeschlagenen Nkosinathi Joyi an. In diesem Fight ging es um den Weltmeistergürtel der IBF. Der Kampf endete in einem "No Contest". Den Rückkampf der im darauffolgenden Jahr stattfand, verlor Takayama durch einstimmigen Beschluss. Auch seinen nächsten Kampf verlor er.
Ende März 2013 konnte Takayama letztendlich dann doch Weltmeister des Verbandes IBF werden, als er über Mario Rodriguez durch einstimmige Punktentscheidung siegte. Er verteidigte diesen Titel zweimal und trat am 9. August 2014 gegen den amtierenden WBO-Weltmeister an. Dieser Kampf war eine Titelvereinigung. Takayama musste sich nach 12 Runden nach Punkten geschlagen geben.
Am 31. Dezember 2014, noch im selben Jahr, konnte er sich die beiden inzwischen vakant gewordenen Titel durch technischen K. o. in der 7. Runde gegen Go Odaira sichern. Anschließend hielt Takayama ausschließlich den IBF-Titel, den er in seiner dritten Titelverteidigung an José Argumedo verlor. Im August 2016 schlug er Riku Kano beim Kampf um den vakanten WBO-Titel.